# Cœur avec les mains

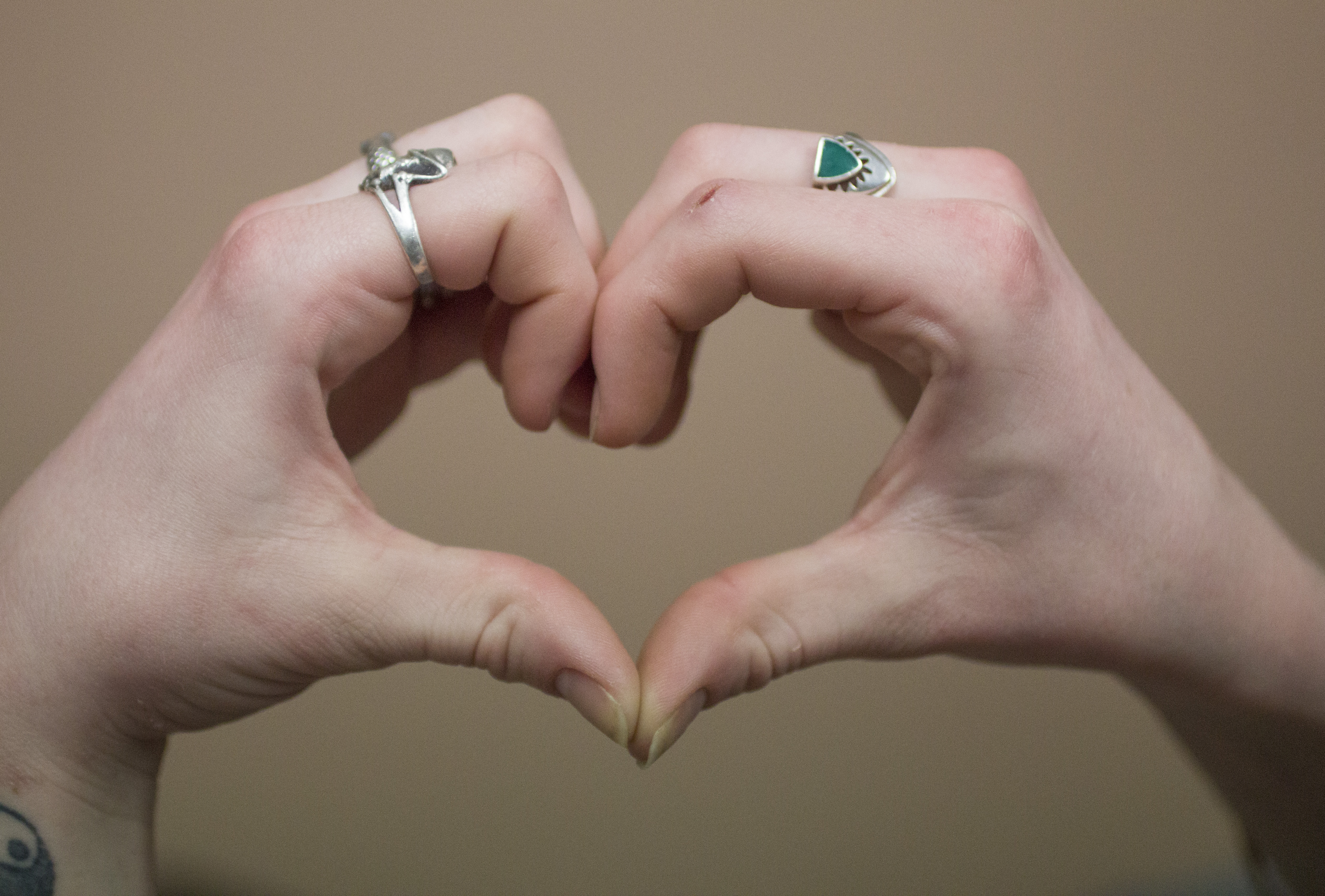
Cœur avec les mains classique.

Un cœur avec les mains est un geste dans lequel une personne forme un cœur à l'aide de ses doigts. Les pouces joints sur leur face palmaire forment la base en pointe du cœur, tandis que les index, voire tous les doigts, se courbent et se rejoignent sur leur face dorsale, au niveau de la dernière phalange, ongles contre ongles, pour former le haut arrondi du cœur. Son signe en emoji est 🫶.
Le cœur symbolise couramment l'amour.

## Variantes
Le cœur avec les mains peut être réalisé avec les index et majeurs, sans utiliser les pouces. Deux personnes peuvent former chacun la moitié d'un cœur et les joindre en signe d'amitié.

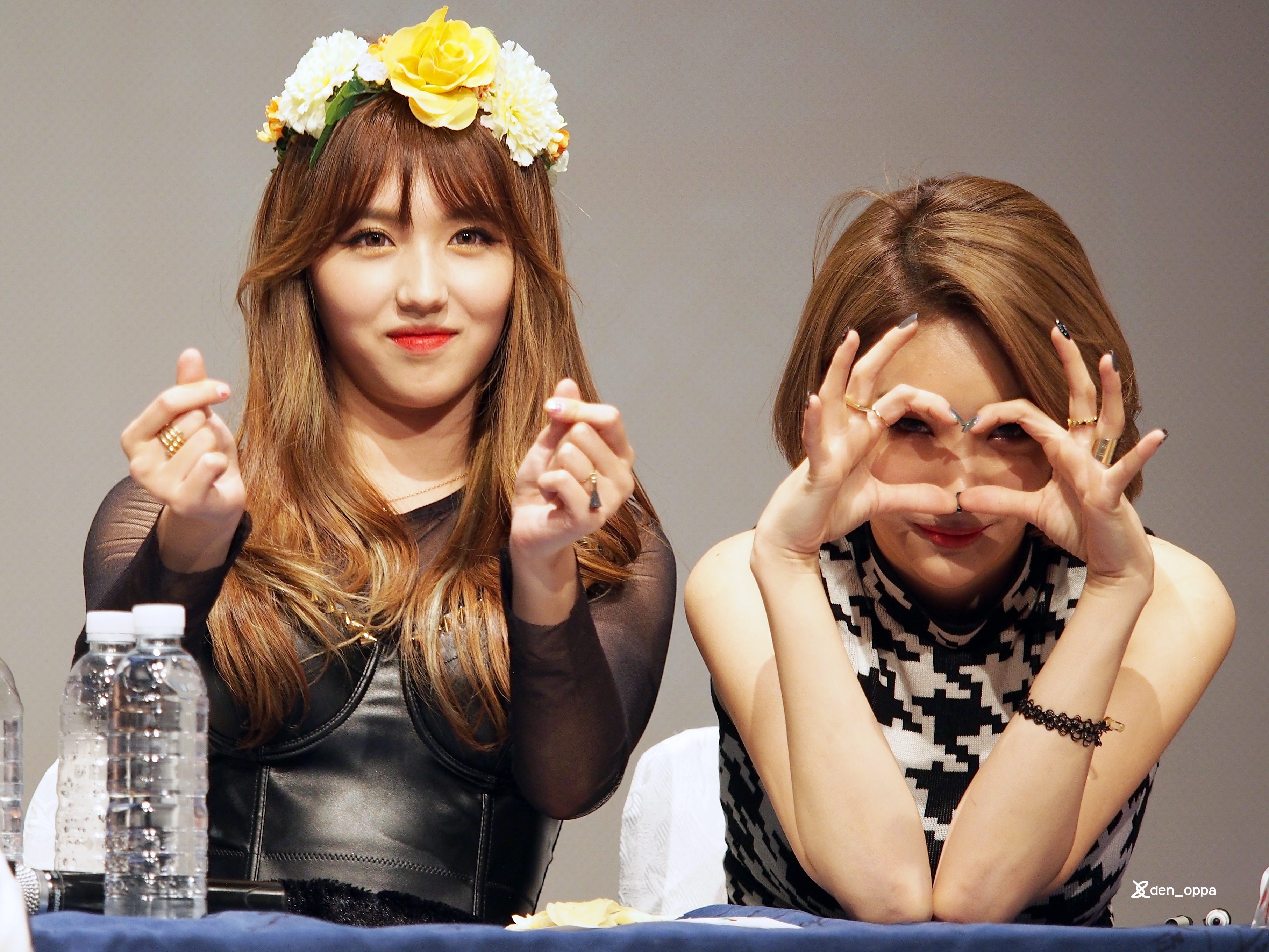
Deux chanteuses du groupe de K-pop BP Rania forment deux mini-cœurs avec les doigts (à gauche) et un cœur avec les mains (à droite), 2015.

Un mini-cœur avec les doigts est un geste issu de la culture coréenne, où l'index et le pouce d'une seule main se croisent, les autres doigts refermés. Le haut des deux doigts forme le haut arrondi du cœur.
Un grand cœur avec les bras est un geste réalisé en levant et courbant les deux bras au-dessus de la tête.

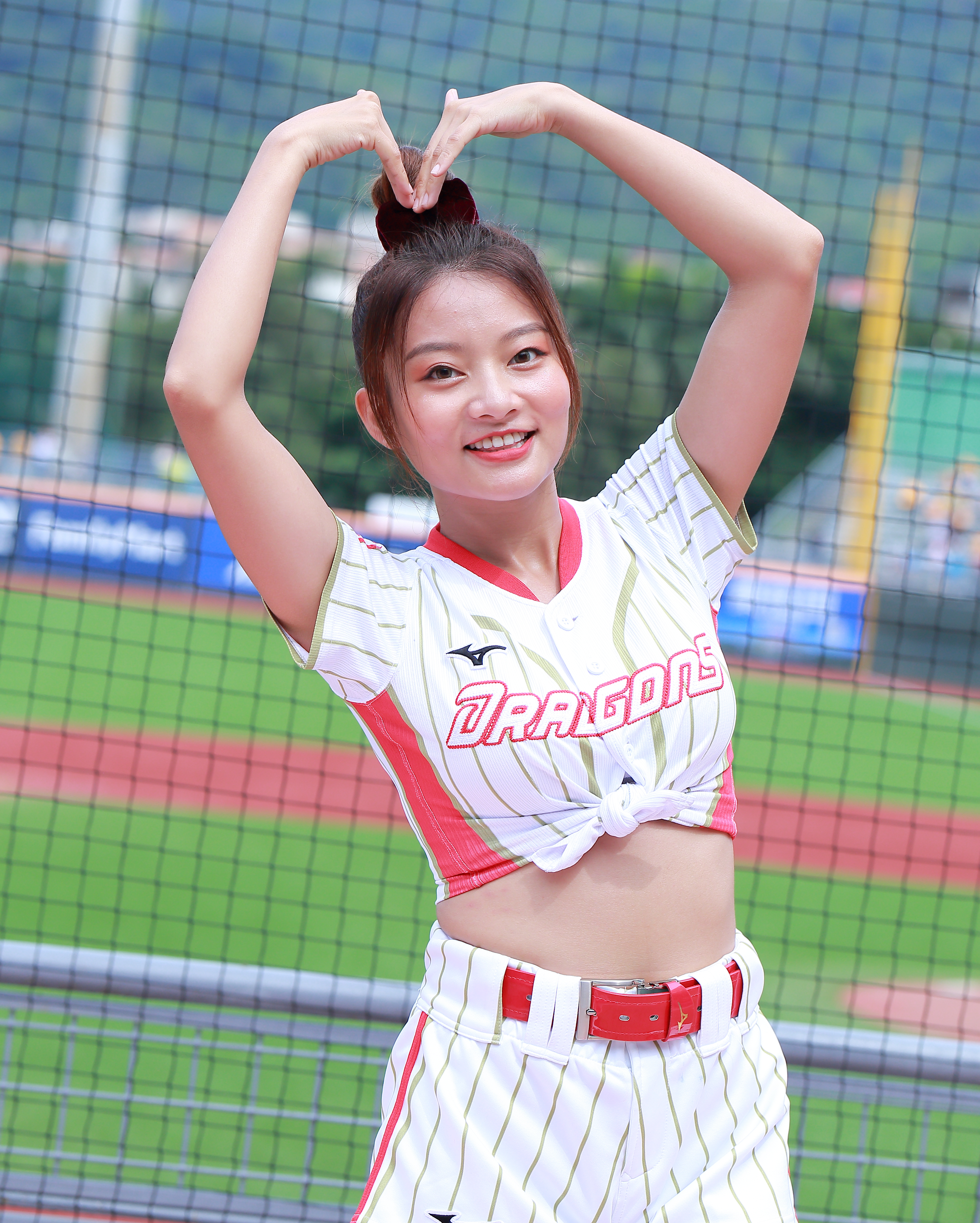
Une pom-pom girl taïwanaise réalise un cœur avec les bras, 2021.

En juillet 2011, Google dépose un brevet qui permet aux utilisateurs de Google Glass de faire un cœur avec les mains devant n'importe quel objet, le gadget reconnaît automatiquement l'objet, prend une photo et l'envoie aux réseaux sociaux en tant qu'image « aimée »,.